# Biblioteca nazionale di Lituania Martynas Mažvydas
La Biblioteca Nazionale della Lituania Martynas Mažvydas (in lituano Lietuvos nacionalinė Martyno Mažvydo biblioteka) è un'istituzione culturale nazionale che raccoglie, organizza e conserva il contenuto del patrimonio culturale scritto della Lituania, sviluppa la raccolta di documenti lituani e stranieri rilevanti per la ricerca, tutela le esigenze culturali della Lituania e fornisce al pubblico servizi di informazione in biblioteca.
Gli obiettivi della Biblioteca nazionale di Martynas Mažvydas riguardano l'accumulo e la conservazione del patrimonio culturale documentario lituano per le generazioni future e la garanzia del suo accesso, la partecipazione attiva al processo di creazione della società della conoscenza, lo sviluppo delle sue attività e dei servizi utilizzando le moderne tecnologie dell'informazione con lo scopo di aiutare l'apprendimento e processi di sviluppo del popolo lituano, fornendo supporto metodologico alle biblioteche lituane, svolgendo ricerche in tema di biblioteconomia, bibliografia, scienza dell'informazione e bibliologia, evolvendo teoria e pratica bibliotecaria e rafforzando le dinamiche di integrazione nei processi bibliotecari globali.
La biblioteca fu fondata a Kaunas nel 1919. Nel 1963, la biblioteca si trasferì nella capitale lituana Vilnius, i cui lavori erano stati avviati dal 1953. Nel 1988 la Biblioteca è stata intitolata a Martynas Mažvydas, l'autore del primo libro stampato lituano (pubblicato nel 1547), e nel 1989 la costruzione è stata ufficialmente designata come Biblioteca nazionale di Lituania Martynas Mažvydas. Si tratta della principale struttura di ricerca lituana aperta al pubblico e svolge anche le funzioni di biblioteca parlamentare.

## Servizi bibliografici
Come recita il sito ufficiale della Biblioteca, la struttura si occupa di:
- Acquisizione e conservazione di pubblicazioni lituane emesse in Lituania e all'estero, effettuazione del controllo bibliografico dei documenti, sviluppo del Fondo archivistico nazionale dei documenti pubblicati;
- Acquisizione e conservazione di altri documenti, sia stampati che in altre forme, preziosi per la cultura nazionale;
- Fornitura di servizi per cittadini, istituzioni e organizzazioni lituane e straniere;
- Compilazione e pubblicazione della bibliografia nazionale, degli indici bibliografici, compilazione di cataloghi e banche dati sindacali;
- Fornitura di statistiche sui documenti pubblicati in Lituania e assegnazione di numeri standard internazionali (ISSN, ISBN, ISMN);
- Svolgimento delle funzioni del Centro Nazionale di Digitalizzazione e creazione del Virtual Electronic Heritage System (VEPS);
- Creazione e sviluppo del Sistema informativo bibliotecario integrato lituano (LIBIS);
- Conservazione, restauro e microfilmatura di fondi bibliotecari e collezioni di valore;
- Ricerca in biblioteconomia, bibliografia e bibliologia, organizzazione di convegni scientifici, emissione di ricerche e pubblicazioni metodologiche e la rivista professionale Tarp knygų (Nel mondo dei libri);

Organizzazione di mostre, serate letterarie e altri eventi culturali, promozione della cultura e della scienza lituana all'estero.

## Cooperazione
In quanto biblioteca nazionale, l'ente collabora in maniera stretta con le istituzioni e le altre organizzazioni bibliotecarie lituane e internazionali. Dal 1992 la Biblioteca partecipa alle attività della International Federation of Library Associations and Institutions (IFLA), della Foundation Conference of European National Librarians (CENL), della Conference of Directors of National Biblioteche (CDNL), della Ligue des Bibliothèques Européennes de Recherche (LIBER), della Bibliotheca Baltica Working Group of the bibaries of the Baltic Sea Area, dell'International Board on Books for Young People (IBBY), dell'International Association of Music Libraries (IAML), dell'International Association of Law Libraries (IALL) e altre ancora. Nel 2007, l'ente è entrato a far parte del progetto delle Biblioteche Europee (TEL) e partecipa attivamente alla creazione della biblioteca digitale Europeana.

## Progetti

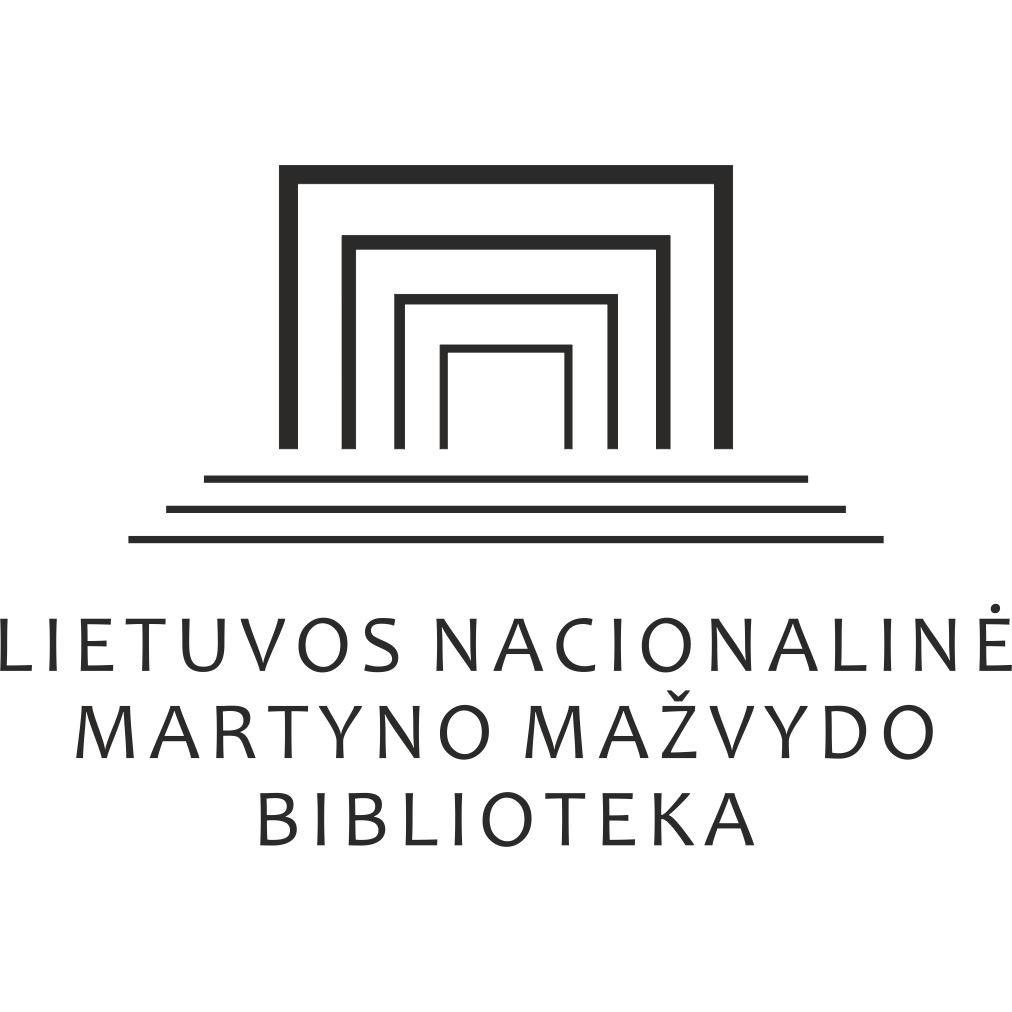
Logo della Biblioteca

La rete di collegamenti nazionali e internazionali ha portato alla realizzazione di progetti significativi che hanno avuto e hanno tuttora impatto positivo sulle biblioteche lituane.
- Nel 2008-2012, la Biblioteca Nazionale, insieme al Ministero della Cultura della Repubblica di Lituania e alla Fondazione Bill & Melinda Gates, ha implementato il progetto "Biblioteche per l'innovazione", volto a rendere disponibili tramite supporti informatici ed elettronici informazioni e facilitare le comunicazioni, concentrandosi in particolare sugli utenti distribuiti nelle zone remote del paese, nonché per quelle categorie a rischio sociale.[4]
- Durante l'attuazione della strategia di digitalizzazione del patrimonio culturale lituano, di conservazione e di accesso ai contenuti digitali, la Biblioteca nazionale continua la creazione di contenuti del patrimonio culturale digitale e l'istituzione di servizi elettronici. Il 2010–2012 è il periodo di realizzazione del progetto "Crescita del Sistema di Salvaguardia Virtuale del Patrimonio".[5]
- La Biblioteca nazionale sta portando avanti un programma per la creazione del Sistema informativo bibliotecario integrato lituano (LIBIS) e nel 2009–2012 ha avviato il progetto di investimento "Sviluppo di servizi elettronici interattivi per l'ordinazione e la ricezione di pubblicazioni nelle biblioteche pubbliche". L'obiettivo principale del progetto consiste nello sviluppo di servizi elettronici nelle biblioteche pubbliche lituane.[6]
- Il Centro di letteratura per l'infanzia della Biblioteca nazionale sta ulteriormente implementando il Programma di promozione della lettura adottato dal governo della Repubblica di Lituania, con lo scopo di incoraggiare la passione per i testi scritti tra persone di età e gruppi sociali diversi, migliorare le capacità di apprendimento e sponsorizzare il fascino della lettura.[7]